# Aeroportul Almenara
Aeroportul Almenara (IATA: AMJ, ICAO: SNAR) este un aeroport din Almenara, Minas Gerais, Brazilia ce deservește zona Almenara. Aeroportul a fost tranzitat în 2019 de 24 de pasageri.
Situat la o altitudine de 195 m, aeroportul dispune de 1 pistă.

## Infrastructură

### Piste
Aeroportul dispune de o singură pistă. Pista 7/25 are suprafața de asfalt și dimensiunile 1.400 m × 30 m. 